# Fotodetector d'infrarojos de pou quàntic

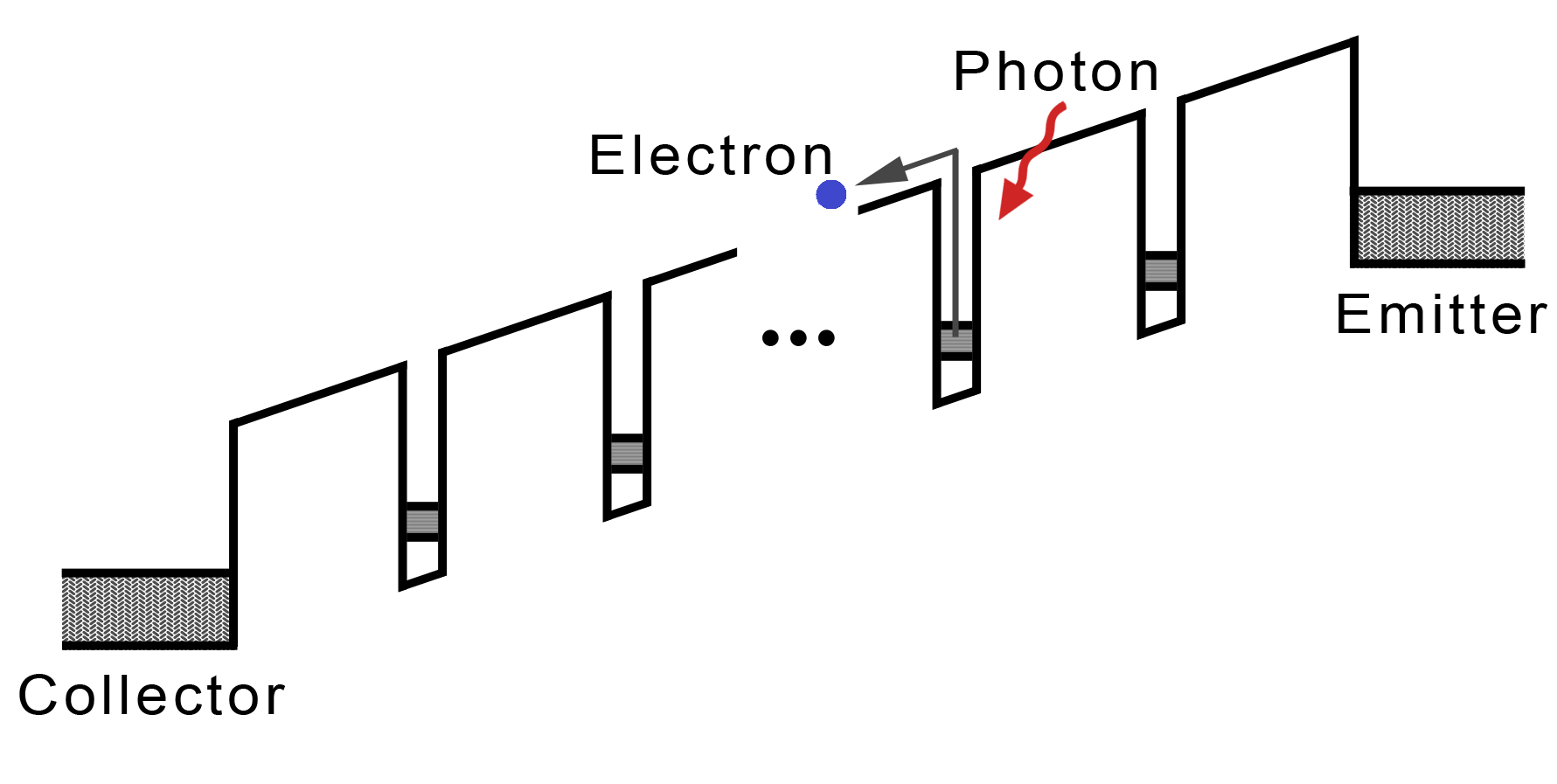
Perfil de banda de conducció d'un QWIP fotoconductor. El perfil de la banda de conducció s'inclina a mesura que s'aplica una tensió de polarització.

Un fotodetector d'infrarojos de pou quàntic (amb acrònim anglès QWIP) és un fotodetector d'infrarojos, que utilitza transicions electròniques entre subbandes en pous quàntics per absorbir fotons. Per utilitzar-los per a la detecció d'infrarojos, els paràmetres dels pous quàntics del fotodetector d'infrarojos de pou quàntic s'ajusten de manera que la diferència d'energia entre el seu primer i segon estat quantificat coincideixi amb l'energia dels fotons infrarojos entrants. Els QWIP solen estar fets d'arsenur de gal·li, un material que es troba habitualment en telèfons intel·ligents i equips de comunicacions d'alta velocitat. Depenent del material i del disseny dels pous quàntics, els nivells d'energia del QWIP es poden adaptar per absorbir la radiació a la regió infraroja de 3 a 20 µm.
Els QWIP són una de les estructures de dispositius mecànics quàntics més simples que poden detectar radiació infraroja de longitud d'ona mitjana i de longitud d'ona llarga. Són coneguts per la seva estabilitat, alta uniformitat píxel a píxel i operabilitat d'alt píxel.
El 1985, Stephen Eglash i Lawrence West van observar una forta transició entre subbandes en múltiples pous quàntics (MQW) que va provocar una consideració més seriosa en l'ús de pous quàntics per a detectors d'infrarojos. Anteriorment, els intents d'utilitzar pous quàntics per a la detecció d'infrarojos es basaven en l'absorció lliure en pous quàntics que porten els electrons per sobre de les barreres. Tanmateix, els detectors resultants van mostrar una sensibilitat baixa.
El 1987, es van formular els principis bàsics de funcionament d'un fotodetector infraroig de pou quàntic que demostrava una detecció infraroja sensible. El 1990, la sensibilitat a baixa temperatura de la tecnologia es va millorar encara més augmentant el gruix de la barrera, que va suprimir el corrent de túnel. En aquest punt, aquests dispositius es coneixien formalment com a fotodetectors infrarojos de pou quàntic. L'any 1991 es va obtenir la primera imatge infraroja amb aquest enfocament.

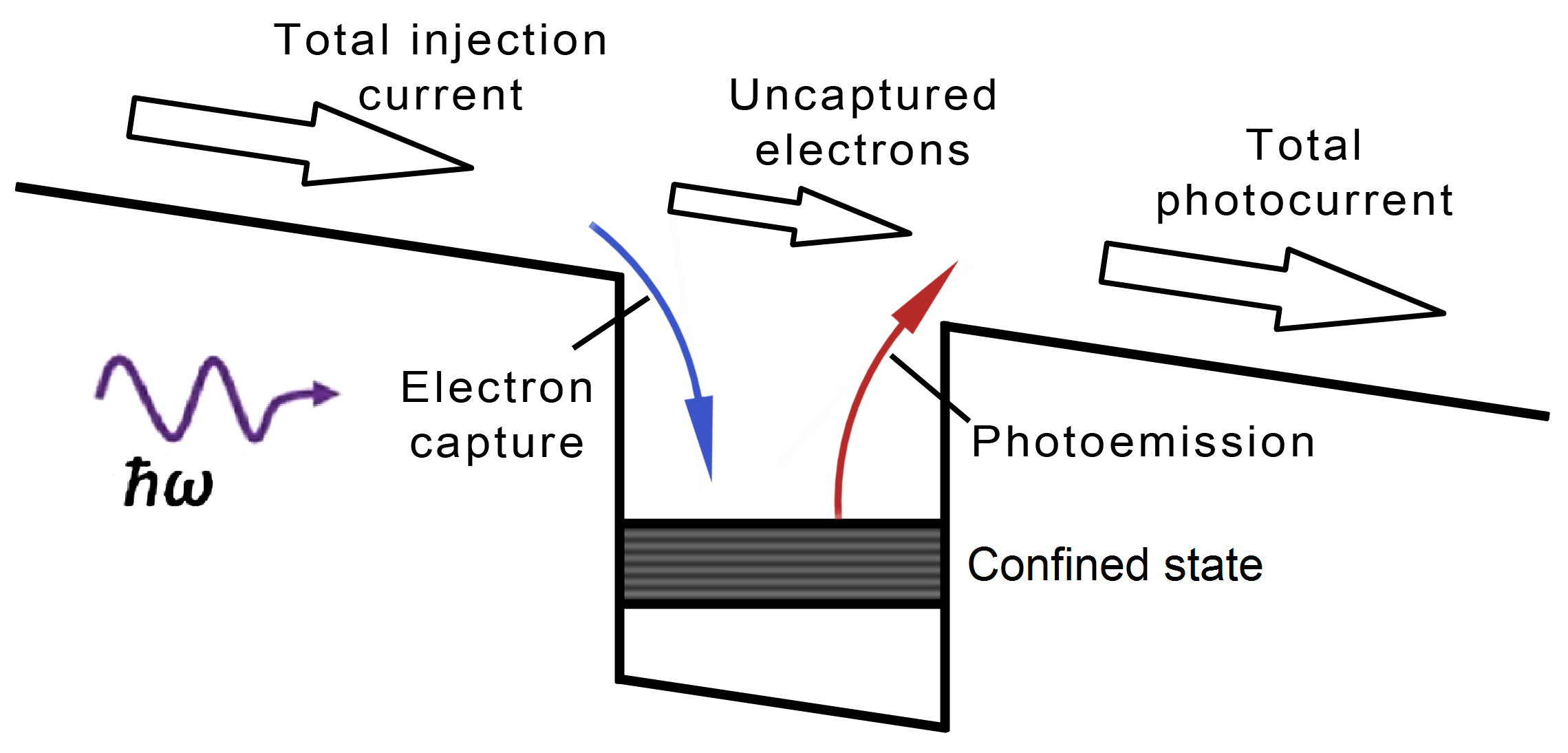
Guany fotoconductor en un fotodetector infraroig de pou quàntic. Per equilibrar la pèrdua d'electrons del pou quàntic, s'injecten electrons des del contacte de l'emissor superior. Com que la probabilitat de captura és menor que un, cal injectar electrons addicionals i el fotocorrent total pot arribar a ser més gran que el corrent de fotoemissió.

## Funció
Els detectors d'infrarojos funcionen generalment detectant la radiació emesa per un objecte, i la intensitat de la radiació ve determinada per factors com la temperatura, la distància i la mida de l'objecte. A diferència de la majoria de fotodetectors d'infrarojos, els QWIP són independents de la banda buida del material de detecció, perquè es basen en la transició òptica dins d'una sola banda d'energia. Com a resultat, es pot utilitzar per detectar objectes amb una radiació energètica molt inferior a la que abans era possible.
Els elements bàsics d'un QWIP són els pous quàntics, que estan separats per barreres. Els pous quàntics estan dissenyats per tenir un estat confinat dins del pou i un primer estat excitat que s'alinea amb la part superior de la barrera. Els pous estan dopats amb n de manera que l'estat fonamental s'omple d'electrons. Les barreres són prou amples per evitar el túnel quàntic entre els pous quàntics. Els QWIP típics consisteixen en 20 a 50 pous quàntics. Quan s'aplica una tensió de polarització al QWIP, tota la banda de conducció s'inclina. Sense llum, els electrons dels pous quàntics es troben en l'estat fonamental. Quan el QWIP s'il·lumina amb una llum d'energia igual o superior a l'energia de transició intersubbanda, s'excita un electró.